# Chisocheton setosus
Chisocheton setosus là một loài thực vật có hoa trong họ Meliaceae. Loài này được Ridl. mô tả khoa học đầu tiên năm 1930.